# Момчил Николов (писател)
Вижте пояснителната страница за други личности с името Момчил Николов.
Момчил Николов е български писател и телевизионен сценарист.

## Биография
Момчил Николов е роден на 16 септември 1970 г. Завършва медицина в Плевенския медицински университет.
Издал е няколко сборника разкази, романи и пиеси. Името му се асоциира с платформата „Бърза литература“, чиито представители документират съвременната градска среда, използвайки реалистични детайли от всекидневието.
Сценарист на телевизионните предавания:
- „По-добре късно отколкото никога“ – Канал 1 на БНТ
- „Руска рулетка“ – Канал 1 на БНТ
- „Изпитът“ – bTV
- „Горещо“ – Нова телевизия
- „Ексклузивно“ – Нова телевизия
- „Лъки сикс“ – Нова телевизия

## Награди
Отличаван е с награда за дебют на в. „Литературен форум“ през 1999 г. за романа „Foxy lady“ (непубликуван). През 2000 г. получава награда за принос към културата на община Плевен. Пиесата му „Наблюдателят“ е номинирана в националния конкурс за драматургия „Иван Радоев“ през 2001 г. Същата година получава и награда от литературния конкурс на сп. „Егоист“. През 2002 година получава награда „Рашко Сугарев“ за разказ.
През 2005 г. е номиниран за наградата „Хеликон“ за романа „Hash Oil“, която обаче печели със следващия си роман – „Кръглата риба“, през 2008 г.
През 2017 г. жури с председател Боян Биолчев отличава романа му „Последната територия“ с Националната литературна награда за български роман на годината „13 века България“.